# Казімеж Бровіч
Казі́меж Бро́віч (нар. 17 грудня 1925, Ченстохова, Польща — 10 червня 2009, Познань, Польща) — хоролог, систематик дерев і кущів, професор, дійсний член Польської академії наук.

## Біографія
Навчання у середній школі розпочав у Ченстохові, після початку Другої світової війни він продовжував вчитися таємно. У 1942 році він був заарештований гестапо і відправлений на примусові роботи до Австрії (батьки та сестра були відправлені до концентраційних таборів, батько загинув у Майданеку, мати в Освенцімі). У 1943 році Казімеж втік з примусових робіт та жив під чужим іменем у родини у Варшаві. Працював у пожежній службі та одночасно навчався, закінчив два останні класи ліцею. Брав активну участь у Варшавському повстанні у 1944 році. Після придушення повстання був інтернований до табору в Прушкуві. Після вдалої втечі до звільнення країни мешкав у Ченстохові.
У 1945 році отримав атестат про середню освіту, а потім почав навчання на так званих Академічних курсах у Ченстохові на факультеті загально-природничих наук. У 1945—1949 роках він навчався на факультеті сільського та лісового господарства університету в Познані.

## Наукова кар'єра
Ступінь магістра в галузі лісового господарства Казімеж Бровіч отримав за дисертаційну роботу «Виткі рослини Курницького дендропарку» (пол. «Pnącza w Arboretum Kórnickim») опубліковану у 1952 році.
Докторський ступінь (Ph.D.) отримав у 1959 році на факультеті лісового господарства університету сільського господарства в Познані за роботу «Види роду Cotoneaster Ehrh. в Польщі» (пол. «Gatunki z rodzaju Cotoneaster Ehrh. w Polsce»), у 1963 отримав ступінь габілітованого доктора на факультеті біології та наук про Землю, Університету імені Адама Міцкевича у Познані (Монографія про рід Colutea).
За сукупністю наукових публікацій Казімеж Бровіч в 1970 році отримав звання доцента, а у 1978 професора.
З 1983 року член-кореспондент Польської академії наук, а з 1998 року — дійсний член ПАН.

## Наукова робота
У 1974 Бровіч розпочав наукову роботу асистентом у відділі наукового дослідження дерев та лісу в Курницькому фонді. У 1949—1956 роках він працював у Познані, спочатку молодшим асистентом кафедри ботаніки та патології рослин в університету у Познані, згодом старшим помічником (1950) та доцентом (1951).
У роки 1956—1991 він працював у відділі дендрології і садівництва ПАН у Курнику. З 1964 року він був призначений доцентом на кафедру дендрології в Курнику. У 1965—1991 роках керівник кафедри систематики та географії, у 1966—1973 та 1982—1991 роках заступник з наукових питань директора Департаменту дендрології. У 1991 року пішов на пенсію.
Помер 10 червня 2009 року у Познані.

## Область наукових інтересів
У 1947—1960 роках Казімеж Бровіч працював в основному над питанням інтродукції та акліматизації чужорідних видів дерев і чагарників у Польщі. Протягом цього періоду, він також брав участь у підготовці першого підручника дендрології.
У 1958—1970 роках він провів роботу щодо систематики і географічного розподілу різних видів дикоростучих дерев і чагарників, таких як: Sorbus, Ligustrum, Daphne, Genista та ін. У 1963—1982 роках працював над «Атласом поширення дерев і чагарників у Польщі» (польською, англійською та російською мовами). Протягом багатьох років професор Бровіч був редактором цього видання та автором багатьох карт і текстів, розміщених в цьому атласі.
З 1968 року його наукові інтереси зосередилися на деревній флорі південно-західної Азії та східної частини Середземного моря.
Наукова спадщина професора охоплює 265 публікацій, з них 225 оригінальні роботи та п'ять книг. Професор Бровіч описав близько 90 нових таксонів для вивчення, у тому числі двох нових родів Cyprinia та Malosorbus, також близько 60 змін у назвах різних таксонів.
На пенсії він опублікував близько 30 робіт, пов'язаних з хорологією.

## Членство у наукових товариствах
- З 1948 року належав до польського ботанічного товариства, він був також секретарем секції дендрохронології.
- З 1959 він був членом Міжнародного товариства дендрології.
- З 1975 року член OPTIMA (англ. Organization for Phyto-Taxonomic Investigation of the Mediterranean Area).
- З 1974 року член Комітету ботаніки Польської академії наук, у 1981—1987 роках обіймав посаду голови комітету.
- З 1985 року він був почесним членом Чехословацького ботанічного товариства.
- З 2001 року почесний член Польського ботанічного товариства.

## Нагороди
- Кавалер Ордену Відродження Польщі (1969)
- Офіцер Ордену Відродження Польщі (1986)
- Нагорода наукового секретаря Польської академії наук, двічі (1979, 1982)
- Медаль 25-річчя Польської академії наук (1984)
- Почесна міжнародна нагорода Міністерства сільського господарства США — англ. International Honor Award for outstanding contribution to the world's knowledge of woody plants (1991).
- Медаль імені Владислава Шафера[3]. (1998) Медаллю нагороджують авторів праць у галузі батаніки, які мають значну наукову цінність.
- Нагорода Прем'єр-міністра Польщі за роботу над багатотомним виданням «Хорології» (2001)